# 羅伯特·F·甘迺迪紀念體育場

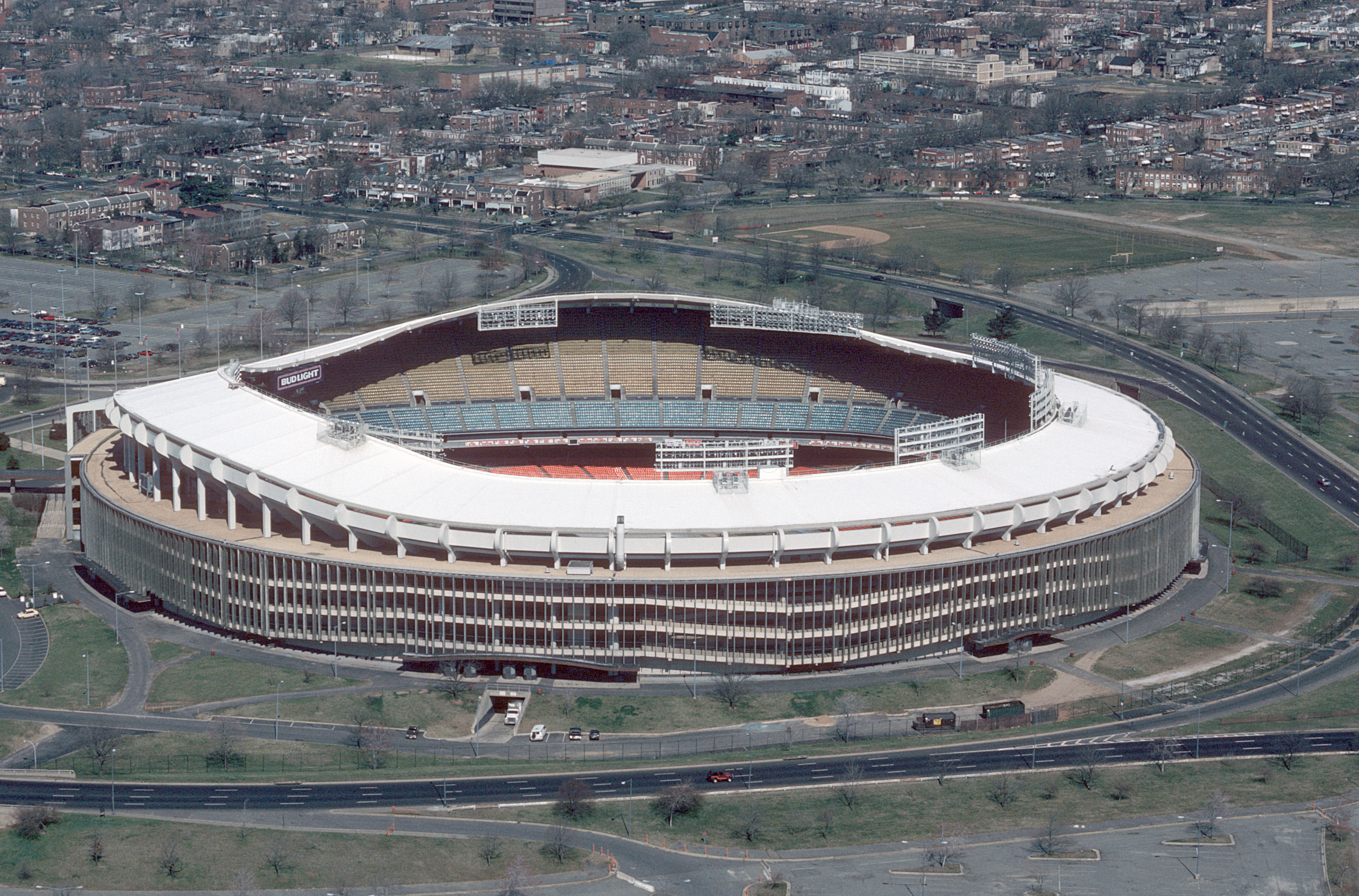
羅伯特·F·甘迺迪紀念體育場（1988年）

羅伯特·F·甘迺迪紀念體育場（英語：Robert F. Kennedy Memorial Stadium），一般簡稱RFK體育場，位於美國華盛頓特區，於1961年啟用，為一座多功能體育場，曾為1994年國際足協世界盃的其中一個場地；在2005至2007賽季，為美國職棒（MLB）華盛頓國民的主場。2019年9月5日，由於維護成本因素，華盛頓特區政府宣布計劃拆除體育場。